# Gran Premio del Valentino 1935
Il Gran Premio del Valentino 1935 è stato un Gran Premio di automobilismo della stagione 1935, non valido per Campionato europeo.

## Qualifiche

### Prima batteria
Risultati della prima batteria di qualificazione.
(Evidenziati in grassetto i piloti qualificati per la gara finale)
| Pos | Nr | Pilota              | Scuderia             | Vettura                  | Giri |
| --- | -- | ------------------- | -------------------- | ------------------------ | ---- |
| 1   | 2  | Mario Tadini        | Scuderia Ferrari     | Alfa Romeo P3            | 20   |
| 2   | 14 | Nino Farina         | L. Rovere            | Maserati 6C 34           | 20   |
| 3   | 50 | Piero Taruffi       | Bugatti Automobiles  | Bugatti T59              | 20   |
| 4   | 56 | Carlo Laredo        | C. Laredo de Mendoza | Alfa Romeo 8C 2300 Monza | 19   |
| 5   | 44 | G. Cornaggia-Medici | G. Cornaggia-Medici  | Alfa Romeo 8C 2600 Monza | 18   |
| Rit | 32 | Edoardo Teagno      | Edoardo Teagno       | Alfa Romeo 8C 2300 Monza | 18   |
| Rit | 38 | Renato Danese       | Renato Danese        | Alfa Romeo 8C 2600 Monza | 1    |

- Giro veloce: Mario Tadini (Alfa Romeo)

### Seconda batteria
Risultati della prima batteria di qualificazione.
(Evidenziati in grassetto i piloti qualificati per la finale)
| Pos | Nr | Pilota              | Scuderia            | Vettura                  | Giri |
| --- | -- | ------------------- | ------------------- | ------------------------ | ---- |
| 1   | 10 | Carlo Felice Trossi | Scuderia Ferrari    | Alfa Romeo P3            | 20   |
| 2   | 4  | Carlo Pintacuda     | Scuderia Ferrari    | Alfa Romeo P3            | 20   |
| 3   | 22 | Eugenio Siena       | Scuderia Subalpina  | Maserati 6C 34           | 20   |
| 4   | 52 | Ferdinando Barbieri | F. Sardi            | Maserati 4CM 1500        | 19   |
| 5   | 34 | Giuseppe Tuffanelli | Giuseppe Tuffanelli | Maserati 4CM 1500        | 19   |
| 6   | 28 | Luigi Pages         | Luigi Pages         | Alfa Romeo 8C 2600 Monza |      |
| 7   | 40 | Giacomo Clerici     | Giacomo Clerici     | Maserati 4CM 1100        |      |
| Rit | 58 | Ettore Mariano      | Ettore Mariano      | Bugatti T35B             |      |

- Giro veloce: Carlo Felice Trossi (Alfa Romeo)

### Terza batteria
Risultati della prima batteria di qualificazione.
(Evidenziati in grassetto i piloti qualificati per la finale)
| Pos | Nr | Pilota            | Scuderia           | Vettura                  | Giri |
| --- | -- | ----------------- | ------------------ | ------------------------ | ---- |
| 1   | 6  | Tazio Nuvolari    | Scuderia Ferrari   | Alfa Romeo P3            | 20   |
| 2   | 8  | Antonio Brivio    | Scuderia Ferrari   | Alfa Romeo P3            | 20   |
| 3   | 24 | Piero Dusio       | Scuderia Subalpina | Maserati 8CM             | 20   |
| 4   | 54 | Gino Rovere       | L. Rovere          | Maseati 4CM 1500         | 20   |
| 5   | 12 | Giacomo Carpegna  | Giacomo Carpegna   | Maseati 4CM 1100         |      |
| Rit | 48 | Giorgio Conter    | Giorgio Conter     | Alfa Romeo 8C 2600 Monza |      |
| Rit | 30 | Felice Bonetto    | Scuderia Subalpina | Maserati 8CM             |      |
| Rit | 36 | Renato Balestrero | Gruppo San Giorgio | Alfa Romeo 8C 2600 Monza |      |

- Giro veloce: Tazio Nuvolari (Alfa Romeo)

## Gara

### Griglia di partenza
Posizionamento dei piloti alla partenza della gara.
| Prima fila   | 3 Pos.                         |                            | 2 Pos.                    |                           | 1 Pos.                  |
| ------------ | ------------------------------ | -------------------------- | ------------------------- | ------------------------- | ----------------------- |
|              | Carlo Felice Trossi Alfa Romeo |                            | Tazio Nuvolari Alfa Romeo |                           | Mario Tadini Alfa Romeo |
| Seconda fila |                                |                            |                           |                           |                         |
|              |                                | Carlo Pintacuda Alfa Romeo |                           | Antonio Brivio Alfa Romeo |                         |
| Terza fila   |                                |                            |                           |                           |                         |
|              | Piero Taruffi Bugatti          |                            | Nino Farina Maserati      |                           | Eugenio Siena Maserati  |
| Quarta fila  |                                |                            |                           |                           |                         |
|              |                                | Piero Dusio Maserati       |                           |                           |                         |

### Risultati
Risultati finali della gara.
| Pos | Nr | Pilota              | Scuderia            | Vettura        | Giri |
| --- | -- | ------------------- | ------------------- | -------------- | ---- |
| 1   | 6  | Tazio Nuvolari      | Scuderia Ferrari    | Alfa Romeo P3  | 30   |
| 2   | 8  | Antonio Brivio      | Scuderia Ferrari    | Alfa Romeo P3  | 30   |
| 3   | 4  | Carlo Pintacuda     | Scuderia Ferrari    | Alfa Romeo P3  | 30   |
| 4   | 14 | Nino Farina         | L. Rovere           | Maserati 6C 34 | 30   |
| 5   | 2  | Mario Tadini        | Scuderia Ferrari    | Alfa Romeo P3  | 29   |
| 6   | 24 | Piero Dusio         | Scuderia Subalpina  | Maserati 8CM   | 29   |
| Rit | 22 | Eugenio Siena       | Scuderia Subalpina  | Maserati 6C 34 |      |
| Rit | 50 | Piero Taruffi       | Bugatti Automobiles | Bugatti T59    |      |
| Rit | 10 | Carlo Felice Trossi | Scuderia Ferrari    | Alfa Romeo P3  |      |

- Giro veloce: Tazio Nuvolari (Alfa Romeo)